# 金封
金封（きんぷう）とは、冠婚葬祭において金銭を贈る時に金銭を納める封筒、または折り紙。

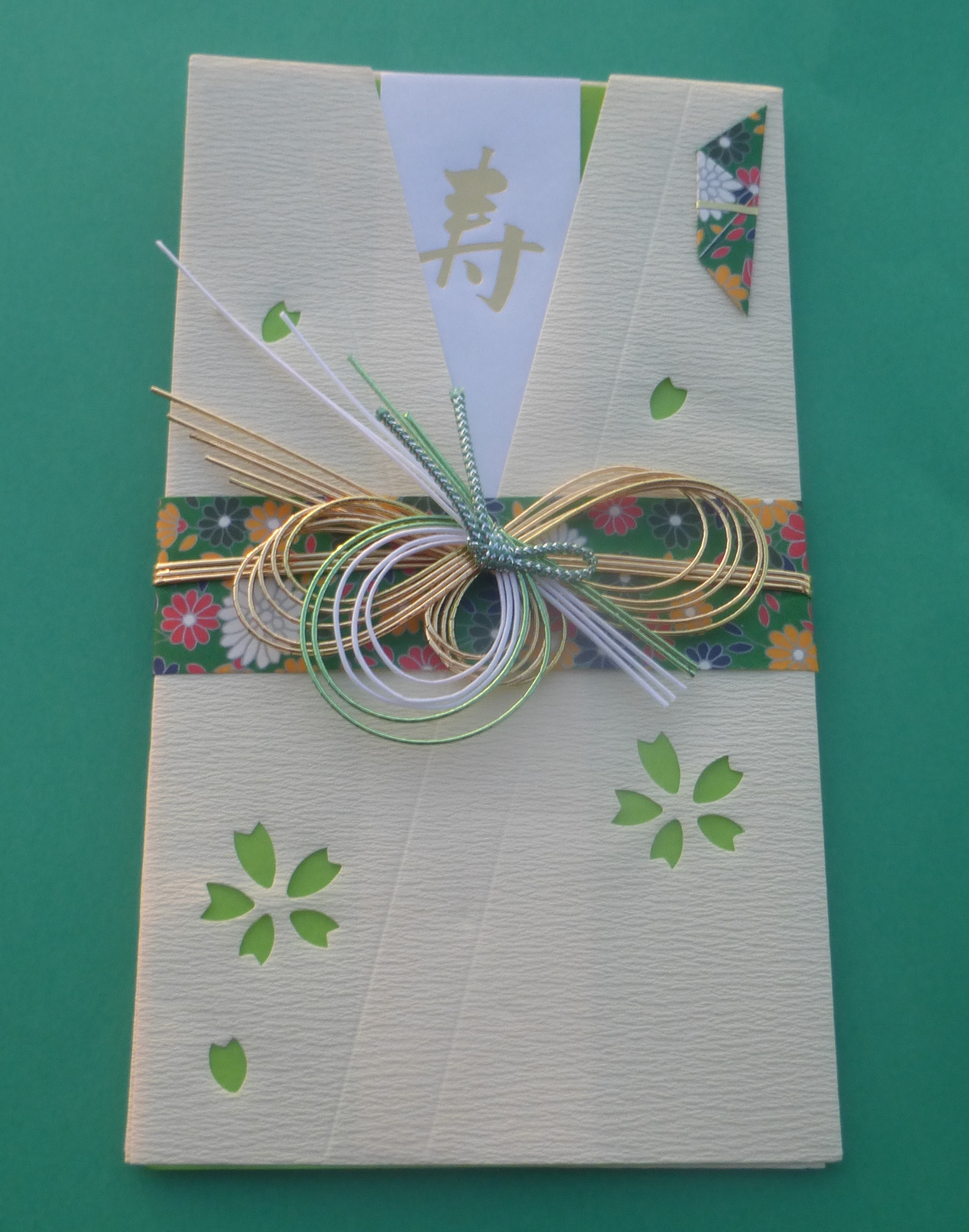
祝儀袋の例

祝儀袋、不祝儀袋、熨斗袋（のし袋）、香典袋、慶弔袋などとも呼ばれる。また地方によっては金封紙ともいう。後述の多当折のものは多当（祝多当、仏多当など）ともいう。一般的には奉書や檀紙などの和紙製で、用途に応じて水引や熨斗があしらわれる。
金封の約7割が愛媛県（もっぱら四国中央市）で生産されている。
各種イベントやテレビ番組において主催者から賞金が手渡される場合に大型の金封が用いられることもある。

## 種類
多当折（東京折）
小杉判の紙をたとう（長方形）に折って作った外袋と斜めに折って作った内袋からなる二重の金封。用途に応じて、さまざまな色の水引が掛けられる。大きさは規格がなく、メーカーによりさまざまだが、基本的には台付袱紗にちょうど収まるサイズ。
大阪折（斜め折・小杉折）
小杉判の紙を斜めに折った一重の金封。用途に応じて、さまざまな色の水引が掛けられる。水引の掛けられていない斜め折の金封を白折金封という。大きさは多当折とほぼ同じ大きさ。
白折
水引の掛けられない斜め折の金封。1枚の紙を折っただけの正式なものと、表面から見ると斜め折で開くと中が封筒のように糊付けされた略式のものがある。大きさは多当折や大阪折よりも、ひとまわり小さ目のものが一般的。

印刷金封（熨斗袋）
水引や熨斗が印刷された和封筒。千円型・万円型・円型（五円型とも）など、さまざまな寸法のものがある。
千円型と万円型
規格がなく、基本的にメーカーによってサイズはまちまちだが、千円型は旧千円札（C号券）、万円型は旧一万円札（C号券）が折らずに収まるサイズになっている。現在は紙幣のサイズが小さくなっているので一部を除いて、ほとんどのメーカーの千円型で一万円札が入る。
円型
一般にポチ袋と呼ばれるサイズ。紙幣は3ツ折または4ツ折にして入れる。硬貨を入れるのにも使われる。

大金封
大杉判の紙を折って作った外袋と斜め折の内袋からなる金封。多当折や大阪折より、かなり大きいので台付袱紗には収まらない。贈答時には片木（白木の台）にのせ、袱紗を掛け、さらに風呂敷に包んで贈る。もっとも正式な形。折り方の形から、ひだ折とも呼ばれる。